# Сыромолотная
Сыромолотная — деревня в Промышленновском районе Кемеровской области. Входит в состав Плотниковского сельского поселения.

## География
Центральная часть населённого пункта расположена на высоте 180 метров над уровнем моря.

## Население
По данным Всероссийской переписи населения 2010 года, в деревне Сыромолотная проживает 3 человека (2 мужчины, 1 женщина).